# ام۲
ام۲ (انگلیسی: M2) شرکت بازی ویدئویی ژاپنی است، که در سال ۱۹۹۱ تأسیس شد.